# Japanische Badmintonmeisterschaft 1974
Die Japanische Badmintonmeisterschaft 1974 war die 26. Austragung der nationalen Titelkämpfe im Badminton in Japan. Sie fand vom 11. bis zum 15. Dezember 1974 im Yoyogi National Gymnasium in Tokio statt.

## Sieger und Finalisten
| Disziplin    | Gold                            | Silber                         |
| ------------ | ------------------------------- | ------------------------------ |
| Herreneinzel | Kinji Zeniya                    | Shoichi Toganoo                |
| Dameneinzel  | Hiroe Yuki                      | Mika Ikeda                     |
| Herrendoppel | Shoichi Toganoo Nobutaka Ikeda  | Junji Honma Hiroshi Taniguchi  |
| Damendoppel  | Hiroe Yuki Mika Ikeda           | Machiko Aizawa Etsuko Takenaka |
| Mixed        | Shoichi Toganoo Etsuko Takenaka | Eiichi Sakai Hiroe Yuki        |